# マネーの天使〜あなたのお金、取り戻します!〜
『マネーの天使〜あなたのお金、取り戻します!〜』（マネーのてんし あなたのおかね とりもどします）は、読売テレビ制作・日本テレビ系「木曜ドラマ」枠にて2016年1月7日から3月24日まで放送された日本のテレビドラマである。小籔千豊は本作が連続ドラマ初主演となる。

## ストーリー
大阪を舞台に、お人好しで真面目ながら、無職という竹内茂（小籔）と、そのパートナーとして、司法試験の勉強をしながら、メキシコ料理店長を務める栗原理佐（片瀬）が、様々な金銭に悩む人たちのトラブルを解決するさまを描く、1話完結型のヒューマンサスペンス作品。

## キャスト

### 主要人物
竹内 茂（たけうち しげる）
演 - 小籔千豊
元サラリーマン。お人良しで真面目な人柄。次の仕事を探すも、仕事はなかなか見つからず、以前働いていた工場の給料が未払いになっていることから、殿村法律事務所に相談に行くも、相談料が30分で5000円かかることを聞いて相談を諦めた際、通りかかりの華子から近くのメキシコ料理店「アンヘラ」に連れて行かれ、金銭トラブルの相談を受ける。その後、アンヘラで働くことになる。最終回で黒沼不動産に就職する。
栗原 理佐（くりはら りさ）
演 - 片瀬那奈
メキシコ料理店「アンヘラ」の店長。金も職もない茂の相談に応じる。弁護士資格を持たない素人だが、弁護士になるため勉強中。しかし、素人の円よりも法律に関する知識は劣る面が目立つ。バツイチ。
菅原 円（すがわら まどか）
演 - 葵わかな
アンヘラのアルバイト従業員。真面目で穏やかだが、人見知りで物静かな性格。金銭トラブルの知識が豊富で、その知識は父親譲りらしいが、父親は現在行方不明。
井上 アリス（いのうえ ありす）
演 - 矢倉楓子（NMB48）
アンヘラのアルバイト従業員。スマホに夢中。SNSに友達が3万人くらいいる。
武蔵川 華子（むさしがわ はなこ）〈18歳〉
演 - 藤田みりあ（フェアリーズ）
アンヘラのアルバイト従業員。高校生。

### 殿村法律事務所
殿村 賢一郎（とのむら けんいちろう）
演 - 竹中直人
殿村法律事務所所長。理佐とは敵対関係にある。
若林 理子
演 - 中野公美子
殿村の秘書。
郷原 健太（ごうはら けんた）
演 - 永瀬匡
殿村の部下。

### ゲスト

#### 第1話
宝田 富一（たからだ とみいち）
演 - 緋田康人
茂が以前働いていた食品サンプル工場の社長。現在は「お宝ラーメン」のオーナー兼社長。1961年10月5日生まれで東大阪大学出身。大阪府天王寺区に在住。
安井
演 - 中川パラダイス（ウーマンラッシュアワー）
100円ショップの店長
演 - 梅沢富美男

#### 第2話
山名 美優
演 - 星野真里
俳優志望のヒモ男・龍治と同棲している。
綱島 龍治
演 - 忍成修吾
俳優志望のヒモ男。美優と同棲しているが、志保が本命の彼女。
大道 志保
演 - 石原あつ美
龍治の本命の彼女。
田端
演 - 川瀬名人（ゆにばーす）
道具屋。
増井
演 - 佐々木一平
執行官。

#### 第3話
小森 直人
演 - チング ポカ
美佳と付き合っていたが、マンション購入後に別れを切り出され、婚活マンション詐欺にあったと気づく。そこで「手付の100万円を取り戻して、マンションの契約を取り消したい」と理佐に相談。
白井 美佳（しらい みか）〈27〉
演 - 黒川智花
婚活サイトで水澤麻里や江本千帆の名前で登録し、敬介と婚活マンション詐欺を行っている。介護ヘルパー。身長160cm。体重50kg。好きなタイプの男性はマジメで誠実な人。好きな食べ物はお好み焼き。好きなテレビ番組はミヤネ屋。結婚歴はなし。
岩田 敬介（いわた けいすけ）
演 - 牧田哲也
藤村トラストの営業マン。売れ残りのマンションを売りさばき、自身のノルマを達成させるため、美佳と組んで婚活マンション詐欺を行っている。
藤村トラストの社長
演 - 冨家規政

#### 第4話
足立 由佳
演 - 酒井美紀
法子にランチ代等を貸している。
足立 純
演 - 石塚獅桜
由佳の子。
足立 亮太
演 - 崔哲浩
由佳の夫。
高村 法子
演 - 佐藤仁美
主婦。由佳にランチ代等を借りたままにしている。
高村 陸
演 - 藤原右成
法子の子。
彩江
演 - 八木のぞみ
ママ友。
希美
演 - 伊佐美希
ママ友。
真紀
演 - 有栖川ソワレ
ママ友。
自転車販売店の店員
演 - 小林賢祐

#### 第5話
柿沼 サダ（かきぬま - ）
演 - 藤田弓子
息子夫婦とは同居せず、一人暮らしをしている老女。
下村
演 - 村杉蝉之介
悪徳業者・株式会社シャカリキドラックの訪問販売員。
真野 杏奈
演 - 大路恵美
家政婦として高齢者宅に潜り込み、悪徳販売の手引をした。
柿沼 真治（かきぬま しんじ）
演 - 竹若元博
サダの息子。
柿沼 美奈子（かきぬま みなこ）
演 - 柿丸美智恵
真治の妻。
高瀬 怜子
演 - 小西キス
悪徳業者・株式会社CMIグローバルの営業部販売担当。茂に色仕掛けで販売を迫った。
田村 善造（たむら ぜんぞう）
演 - 村松利史
公園の近くに住む男性。アリスのSNSの知り合いで、元劇団員の芸達者な老人。田村善造という名前は役名（偽名）。

#### 第6話
伊沢 志織（いざわ しおり）
演 - 馬渕英里何
シングルマザー。工場で働いていたが、不景気の影響からクビに。元夫からの養育費の未払いに悩まされている。
伊沢 勇樹（いざわ ゆうき）
演 - 村松怜
志織の息子。
里中 健哉（さとなか けんや）
演 - 松田洋昌（ハイキングウォーキング）
志織の元夫。フィットネススタジオK&Kの社長兼チーフインストラクター。響子と去年の秋に再婚。
里中 響子（さとなか きょうこ）
演 - 遼河はるひ
カリスマ女性実業家。関西エリアに10店舗のネイルサロンを展開。ネイルスクールも経営している。去年の秋に健哉と結婚し、8月には赤ちゃんが生まれる予定。

#### 第7話
織田（おだ）
演 - 松尾諭
お笑いコンビ「サプライず」のツッコミ担当。
富田（とみた）
演 - 岩尾望（フットボールアワー）
お笑いコンビ「サプライず」のボケ担当。
浅野 悟朗
演 - 斎藤洋介
お笑いライブの常連客。「ナニワイベント」の会長。
近石 みゆき（ちかいし - ）
演 - 角替和枝
弱小事務所「近石芸能」社長。
マネー樋口（ - ひぐち）
演 - 藤原光博（リットン調査団）
漫談家。昔、福沢と「マネー & ドリーム」というコンビを組んでいた。
福沢タケル（ふくざわ - ）
演 - 木村祐一
ゴールデンの司会を何本もやっている売れっ子お笑い芸人。昔、マネー樋口と「マネー & ドリーム」というコンビを組んでいた。
大塚 真介
演 - 水橋研二
「ナニワイベント」社長。
警備員
演 - 天龍源一郎
心斎橋テレビの入口にいた警備員。

#### 第8話
魚住 貞雄（うおずみ さだお）
演 - 皆川猿時
町子と結婚して1年半。妻に家計を任せっきりにしていたことにより、ある日、カード会社より連絡を受け、妻の浪費癖が発覚。
魚住 町子（うおずみ まちこ）
演 - 原幹恵
結婚前はおしとやかだったか、結婚してから浪費をするようになった。
上沼 則行
演 - 尾形貴弘（パンサー）
理佐の元夫で、学歴ハラスメントを行っていた。

#### 第9話
仲川 百合
演 - 芳本美代子（少女期 平野杏奈）
仲川家の二女。昭和44年11月13日生まれ。お好み焼き屋「なかやん」の女将。
久遠 茜
演 - 久世星佳（少女期 渡辺聖花）
仲川家の長女。
長男の嫁で子供にいい教育を受けさせるために遺産を求めている。
仲川 えりか
演 - 平田薫（少女期 新井美羽）
仲川家の三女。昭和63年12月15日生まれ。7年前に親の反対を押し切って女優になると家を飛び出した。
仲川 恒雄
演 - 大峰順二
茜、百合、えりかの父親でお好み焼き屋「なかやん」の大将。
木下
演 - 今別府直之（吉本新喜劇）
お好み焼き屋「なかやん」のお客さん。
上野
演 - 太田芳伸（吉本新喜劇）
お好み焼き屋「なかやん」のお客さん。
舞台女優
演 - 葛原亜依（吉本新喜劇）

#### 第10話
本庄 咲良（ほんじょう さくら）
演 - 山崎静代（南海キャンディーズ）
IT企業勤務。1ヶ月前に通い始めたエステで、毎回、健康食品や化粧品を買うことになり困っている。
平野 真理奈
演 - 滝沢沙織
咲良の同僚。
添島 香織（そえじま かおり）
演 - 池畑慎之介
エステ「K's charm」オーナー。
武蔵川 雪子（むさしがわ ゆきこ）
演 - ちすん〈25〉
華子の姉。エステ「Face & Body」のエステティシャン。
沢村 美久
演 - 石橋穂乃香
咲良を担当しているエステティシャン。
エステ「ココフェ」のエステティシャン
今井成美（吉本新喜劇）

#### 第11話
ガルシア〈30〉
演 - 植野行雄（デニス）
メキシコから来たピン芸人。
塚田
演 - 鈴木勝大
お笑いコンビ「アルミニウムゴーゴ」。
天野
演 - 上遠野太洸
お笑いコンビ「アルミニウムゴーゴ」。
斉藤 秀夫
演 - 佐戸井けん太
芸能事務所「TOP of the WORLD」社長。
須藤
演 - 我善導
ガルシアの後輩芸人。
リベラ
演 - ジャン（ギャルソン）
居酒屋のキューバ人常連客。
宇都宮 研二
演 - 野沢聡
労働基準監督署署員。
川嶋
演 - 川畑泰史（吉本新喜劇）
ディレクター。

#### 最終話
冬美
演 - 益田恵梨菜
殿村弁護士に依頼をしていたが途中で取り下げ、アンヘラでの無料相談に訪れた。
黒沼 誠（くろぬま まこと）
演 - 宮川一朗太
黒沼不動産の部長。社長の息子。
国島 和幸
演 - 酒井敏也
黒沼不動産の社員。茂の教育係。
白岩
演 - バッファロー吾郎A（バッファロー吾郎）
星丸フーズ社長。
金子
演 - 松島勇之介（10神ACTOR）
酒屋。
沢渡 雄也
演 - 袴田吉彦
黒沼不動産の顧問弁護士。
菅原
演 - 寺島進
黒沼不動産の清掃業者。円の父親。
裁判長
演 - 浅見小四郎

## スタッフ
- 脚本 - 森ハヤシ、川嶋澄乃、大前智里、久馬歩[20]
- 演出 - 長江俊和、川野浩司、堀江慶、島崎敏樹、亀谷英司
- 音楽 - MONACA
- 主題歌 - 原駅ステージA「Rockstar」（よしもとアール・アンド・シー）
- 法律監修 - 大森剛
- 技術協力 - ビデオフォーカス
- 照明協力 - Kカンパニー
- 美術協力 - KHKアート
- プロデュース - 田中雅博、仲良平、亀井俊徳
- チーフプロデューサー - 中村泰規
- 制作協力 - 吉本興業
- 制作著作 - 読売テレビ

## 放送日程
| 各話   | 放送日  | サブタイトル                               | 脚本     | 演出     |
| ------ | ------- | ------------------------------------------ | -------- | -------- |
| 第1話  | 1月07日 | 給料未払い取り戻せ!                        | 森ハヤシ | 長江俊和 |
| 第2話  | 1月14日 | 最低ヒモ男を成敗せよ!                      | 森ハヤシ | 長江俊和 |
| 第3話  | 1月21日 | 悪質! 婚活マンション詐欺!!                 | 川嶋澄乃 | 川野浩司 |
| 第4話  | 1月28日 | 泥沼! 借金を踏み倒すセレブなママ友         | 大前智里 | 堀江慶   |
| 第5話  | 2月04日 | 衝撃の手口! 高齢者をねらう悪質訪問販売     | 森ハヤシ | 島崎敏樹 |
| 第6話  | 2月11日 | 元夫はゲスの極み! 養育費を回収せよ!!       | 川嶋澄乃 | 島崎敏樹 |
| 第7話  | 2月18日 | トラブル続出! お笑いタレント事務所を救え!! | 久馬歩   | 川野浩司 |
| 第8話  | 2月25日 | 浪費妻の正体は…"結婚してから詐欺"!?        | 森ハヤシ | 川野浩司 |
| 第9話  | 3月03日 | 修羅場! 3姉妹のドロドロ遺産相続            | 川嶋澄乃 | 亀谷英司 |
| 第10話 | 3月10日 | 悪質! ブラックエステと遺恨バトル!!         | 森ハヤシ | 堀江慶   |
| 第11話 | 3月17日 | ブラック芸能事務所とギャラバトル!!         | 久馬歩   | 川野浩司 |
| 最終話 | 3月24日 | 超ブラック企業を撃退せよ!!                 | 森ハヤシ | 長江俊和 |